# Erna Raabe von Holzhausen

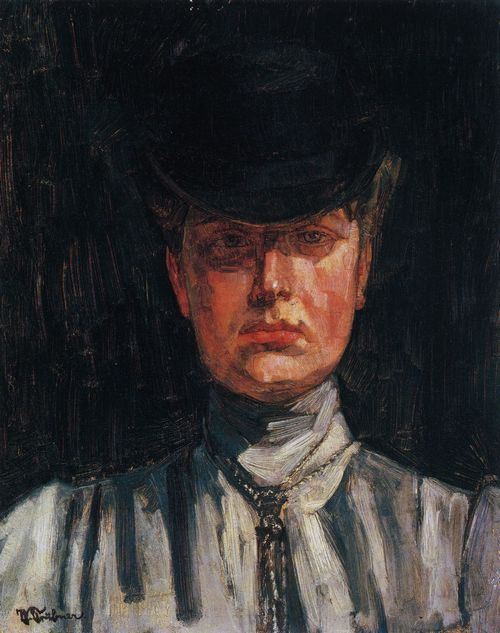
Erna von Holzhausen (Öl, Wilhelm Trübener, 1901)

Erna Raabe von Holzhausen (geborene Erna Freiin von Holzhausen, * 8. August 1882 in Troppau (Österreichisch Schlesien, Österreich-Ungarn); † 1938 in Greifswald) war eine deutsche Malerin und Grafikerin des Impressionismus. Sie wurde vor allen Dingen als Tier- und Porträtmalerin bekannt.

## Leben und Werk
Erna Raabe studierte von 1900 bis 1902 an der Städelschen Kunsthochschule Frankfurt/Main bei Wilhelm Trübner. Ab 1902 entwickelte sich zwischen ihr und der Malerkollegin Käthe Loewenthal auf einer Italienreise eine enge freundschaftliche Beziehung. 1903 siedelte Erna Raabe von Frankfurt nach Stuttgart über und studierte bei Heinrich Altherr an der Kunstakademie Stuttgart. 1909 folgte Käthe Loewenthal Erna Raabe nach Stuttgart, 1914 zogen beide dort zusammen. Um 1925 unternahm Erna Raabe Reisen nach Indien, China und Japan. Als Erna Raabe in den 1930er Jahren ernsthaft erkrankte, pflegte Käthe Loewenthal ihre schwerkranke Partnerin bis zu ihrem Tode und versteckte ihre Bilder.
„Die Art der Beziehung zwischen Löwenthal und Raabe ist nicht abschließend geklärt.“ Käthe Loewenthal wurde jedenfalls aus rassistischen Gründen und nicht wegen ihrer sexuellen Orientierung verfolgt. „Erna Raabe hat[te] 1933/34 [als Tiermalerin] einen Adler gemalt, ein großes, mächtiges Tier, das unmittelbar an die NS-Ästhetik erinnert[e].“ Es ist nicht explizit bekannt, wie die Künstlerin zum Nationalsozialismus stand. Aufgrund ihrer engen, freundschaftlichen Beziehung zur jüdischen Künstlerin Käthe Loewenthal, die sich taufen ließ und die sie in ihrer Krankheit versorgte, dürfte Erna Raabe mit Sicherheit keine glühende Nazikünstlerin gewesen sein.
Erna Raabe erlag 1938 in Greifswald ihrer Krankheit.

## Ausstellungsteilnahmen (Auszug)
- 1922, 1930: Einzelausstellungen im Kunsthaus Schaller, Stuttgart.[2]
- 1923, 1926, 1927, 1928, 1929, 1931, 1932, 1947: Stuttgarter Sezession.[2]